# Déclaration de l'indépendance de l'Esprit

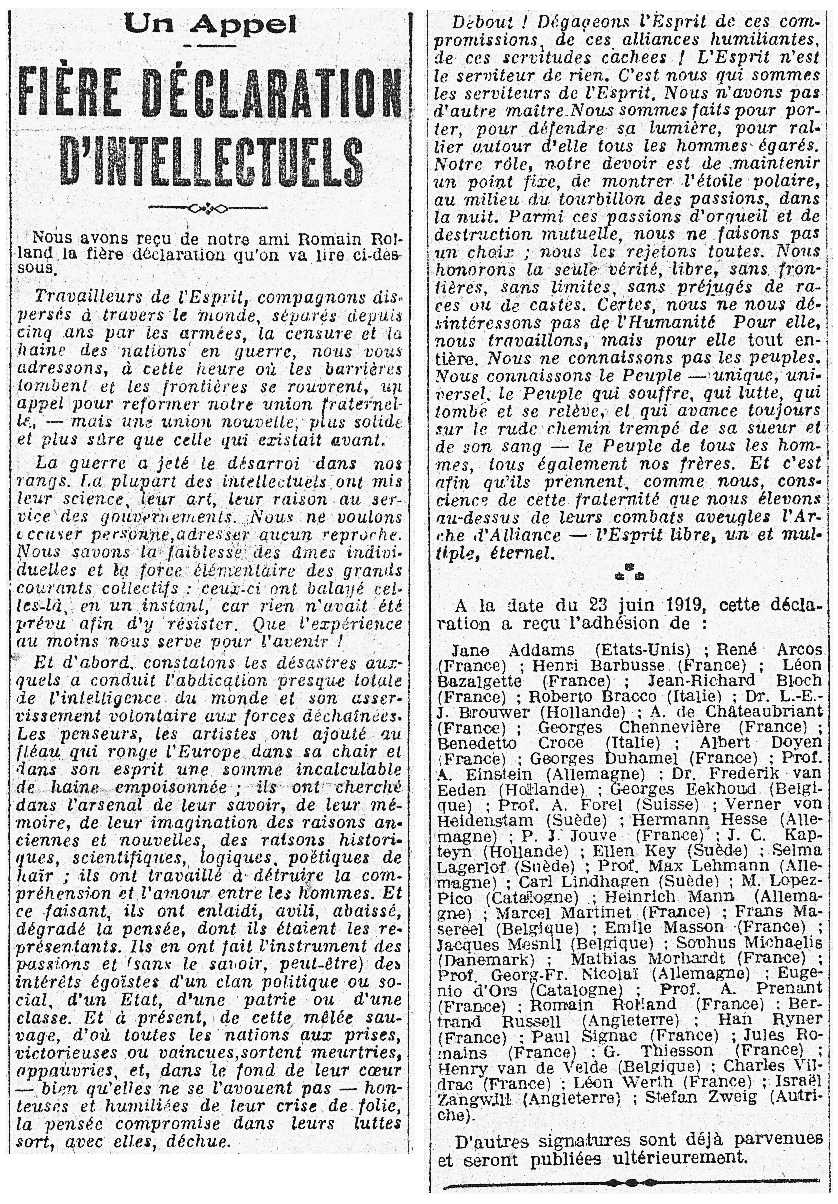
Déclaration publiée dans l'Humanité le 26 juin 1919.

La Déclaration de l'indépendance de l'Esprit est un manifeste rédigé par Romain Rolland et publié dans le quotidien L'Humanité du 26 juin 1919, cosigné notamment par Henri Barbusse, Albert Einstein ou encore Bertrand Russell.
Cet appel s'adresse aux intellectuels du monde entier, les invitant à reformer leur union après la Première Guerre mondiale. Il dénonce l'échec de l'intelligence face aux nationalismes et appelle à un nouvel engagement pour la vérité, la liberté et la fraternité universelle. Les intellectuels sont appelés à se détacher de toute servitude politique ou nationale pour servir l'Esprit, guide de l'humanité vers un avenir meilleur.

## Le contexte

### Intellectuels et scientifiques au sein de l'«Union Sacrée»
Au moment de la déclaration de la Première Guerre mondiale, la grande majorité des intellectuels et des scientifiques des deux camps devaient se joindre au mouvement de l'« Union sacrée » autour d'une cause estimée juste de part et d'autre. Ainsi, un philosophe comme Henri Bergson ouvrait la séance de l'Académie des sciences morales et politiques du 8 août 1914 par ces mots : 
« 
[Notre Académie] accomplit un simple devoir scientifique en signalant dans la brutalité et le cynisme de l'Allemagne, dans son mépris de toute justice et de toute vérité, une régression à l'état sauvage. »
La veille de ce discours, c'est à l'université de la Sorbonne qu'était accueillie, sous la présidence du doyen de la faculté des sciences Paul Appell, une réunion au cours de laquelle les différentes forces politiques du pays (de la S.F.I.O. à l'Action française) devaient officiellement mettre de côté leurs différends afin de s'unir contre l'ennemi commun.

Comme l'indique Jean-François Sirinelli dans son histoire des engagements des intellectuels français au cours du XXe siècle, dans le milieu intellectuel également, « c'est l'union sacrée qui domina, union entendue non seulement au sens d'un accord des principales forces politiques, mais aussi d'une convergence d'analyse de la plus grande partie de la communauté nationale. »
Du côté allemand le même état d'esprit est de mise, et le 4 octobre 1914, quatre-vingt-treize intellectuels de renommée internationale (dont un physicien de l'envergure de Max Planck) signent un Appel des Intellectuels allemands aux Nations civilisées dans lequel ils affirment soutenir « la juste et noble cause de l'Allemagne. »

### Romain Rolland «au-dessus de la mêlée»
Au moment de la déclaration de guerre, Romain Rolland, qui est âgé de 48 ans et a été reconnu inapte au service armé, est en voyage en Suisse. Durant les premières semaines du conflit, il vibre à l'unisson des communiqués de guerre. Pourtant, écrit-il alors, s'il se réjouit des victoires françaises, les défaites allemandes lui sont « pénibles » et, à la suite d'une rapide évolution intérieure, il publie dans le Journal de Genève des 22 et 23 septembre un texte intitulé Au-dessus de la mêlée, dans lequel, même s'il dénonce « le délire d'orgueil » allemand, il s'en prend surtout au désir de domination qui pousse les nations à s'entre-déchirer. Il décide de ne pas rentrer en France et de transformer son voyage en exil volontaire.
Par la suite, Rolland publie d'autres articles, tendant de plus en plus à dénoncer la guerre, provoquant chaque fois l'ire des intellectuels nationalistes français. Henri Massis va jusqu'à écrire un pamphlet contre lui, intitulé Romain Rolland contre la France, publié en 1915, tandis que la presse salue chaque nouvel article par une salve d'articles dirigés contre l'auteur de Jean-Christophe. Cette haine des intellectuels nationalistes ne s'éteindra pas avec la fin de la guerre et se poursuivra au contraire tout au long des années 1920-1930 contre celui que l'Action française se plaisait à appeler le « Suisse » ou le « métèque », et Massis à qualifier de « femmelin ».

## Le manifeste
Au moment où les anciens belligérants sont réunis pour signer le Traité de Versailles en 1919, Romain Rolland a écrit un nouveau texte, un manifeste, qu'il soumet à l'approbation des intellectuels du monde entier : la Déclaration de l'indépendance de l'Esprit. Celle-ci est publiée sous le titre Fière déclaration d'intellectuels le 26 juin 1919 dans le quotidien socialiste L'Humanité. La déclaration est aussi publiée dans L'Art libre en juin 1919 ; La Feuille en juin 1919 ; Rassegna internazionale en juillet 1919 ; Forum en août 1919 ; Demokratie le 18 juillet 1919 ; Foreign Affairs en août 1919 ; New York Times Current History (en) Magazine en octobre 1919 et The Liberator en décembre 1919. Il est reproduit dans l'ouvrage de Romain Rolland Les Précurseurs (1919), in L'Esprit libre, p. 337-342 (s:Les Précurseurs (Rolland)/Déclaration d’Indépendance de l’Esprit). 
Rolland y appelle les intellectuels (les « Travailleurs de l'Esprit »), qui ont été séparés par cinq années de conflit, à retrouver leur « union fraternelle » antérieure en tirant les leçons de la période qui vient de s'achever : le ralliement des artistes et des penseurs aux propagandes nationales a été une trahison de « l'Esprit », parce qu'en agissant ainsi ils ont « enlaidi, avili, abaissé, dégradé la pensée, dont ils étaient les représentants. » Ils se sont faits les serviteurs des « intérêts égoïstes » d'une politique, d'une classe, d'une patrie ou d'un État tout au long d'un conflit dont l'Europe sort affaiblie et humiliée.
Aussi les intellectuels de tous les pays doivent-ils dorénavant ne plus s'écarter du rôle qui est en réalité le leur : servir « la seule vérité, libre, sans frontières, sans limites, sans préjugés de race ou de castes. » En effet, les intellectuels ne connaissent pas les peuples, mais « le Peuple de tous les hommes, tous également [leurs] frères », qu'ils doivent éclairer et amener à la compréhension de ce qu'est véritablement l'Esprit.
Cet Esprit ne saurait être mis au service d'aucune cause, parce qu'il « n'est au service de rien », il est « libre, un et multiple, universel. » Les intellectuels sont les serviteurs de l'Esprit, et ils ne sauraient avoir d'autre maître.
Le texte complet (établi à partir de exemplaire numérisé sur Gallica):
« 
FIÈRE DÉCLARATION D'INTELLECTUELS
Nous avons reçu de notre ami Romain Rolland la fière déclaration qu'on va lire ci-dessous.
Travailleurs de l'Esprit, compagnons dispersés à travers le monde, séparés depuis cinq ans par les armées, la censure et la haine des nations en guerre, nous vous adressons, à cette heure où les barrières tombent et les frontières se rouvrent, un appel pour reformer notre union fraternelle, — mais une union nouvelle, plus solide et plus sûre que celle qui existait avant.
La guerre a jeté le désarroi dans nos rangs, La plupart des intellectuels ont mis leur science, leur art, leur raison au service des gouvernements. Nous ne voulons accuser personne, adresser aucun reproche. Nous savons la faiblesse des âmes individuelles et la force élémentaire des grands courants collectifs : ceux-ci ont balayé celles-là, en un instant, car rien n'avait été prévu afin d'y résister. Que l'expérience au moins nous serve pour l'avenir !
Et d'abord, constatons les désastres auxquels a conduit l'abdication presque totale de l'intelligence du monde et son asservissement volontaire aux forces déchaînées. Les penseurs, les artistes ont ajouté au fléau qui ronge l'Europe dans sa chair et dans son esprit une somme incalculable de haine empoisonnée ; ils ont cherché dans l'arsenal de leur savoir, de leur mémoire, de leur imagination des raisons anciennes et nouvelles, des raisons historiques, scientifiques, logiques, poétiques de haïr ; ils ont travaillé à détruire la compréhension et l'amour entre les Hommes. Et ce faisant, ils ont enlaidi, avili, abaissé, dégradé la pensée, dont ils étaient les représentants. Ils en ont fait l'instrument des passions et (sans le savoir, peut-être) des intérêts égoïstes d'un clan politique ou social, d'un Etat, d'une patrie ou d'une classe. Et à présent, de cette mêlée sauvage, d'où toutes les nations aux prises, victorieuses ou vaincues, sortent meurtries, appauvries, et, dans le fond de leur cœur — bien qu'elles ne se l'avouent pas — honteuses et humiliées de leur crise de folie, la pensée compromise dans leurs luttes sort, avec elles, déchue.
Debout ! Dégageons l'Esprit de ces compromissions, de ces alliances humiliantes, de ces servitudes cachées ! L'Esprit n'est le serviteur de rien. C'est nous qui sommes les serviteurs de l'Esprit. Nous n'avons pas d'autre maître. Nous sommes faits pour porter, pour défendre sa lumière, pour rallier autour d'elle tous les hommes égarés. Notre rôle, notre devoir est de maintenir un point fixe, de montrer l'étoile polaire, au milieu du tourbillon des passions, dans la nuit. Parmi ces passions d'orgueil et de destruction mutuelle, nous ne faisons pas un choix ; nous les rejetons toutes. Nous honorons la seule vérité, libre, sans frontières, sans limites, sans préjugés de races ou de castes. Certes, nous ne nous désintéressons pas de l'Humanité. Pour elle, nous travaillons, mais pour elle tout entière. Nous ne connaissons pas les peuples. Nous connaissons le Peuple — unique, universel, le Peuple qui souffre, qui lutte, qui tombe et se relève, et qui avance toujours sur le rude chemin trempé de sa sueur et de son sang — le Peuple de tous les hommes, tous également nos frères. Et c'est afin qu'ils prennent, comme nous, conscience de cette fraternité que nous élevons au-dessus de leurs combats aveugles l'Arche d'Alliance — l'Esprit libre, un et multiple, éternel.
A la date du 23 juin 1919, cette déclaration a reçu l'adhésion de :
Jane Addams (Etats-Unis) ; René Arcos (France) ; Henri Barbusse (France) ; Léon Bazalgette (France) ; Jean-Richard Bloch (France) ; Roberto Bracco (Italie) ; Dr. L.-E.-J. Brouwer (Hollande) ; A. de Châteaubriant (France) ; Georges Chennevière (France) ; Benedetto Croce (Italie) ; Albert Doyen (France) ; Georges Duhamel (France) ; Prof. A. Einstein (Allemagne) ; Dr. Frederik van Eeden [Hollande) ; Georges Eekhoud. (Belgique) ; Prof. A. Forel (Suisse) ; Verner von Heidenstam (Suède) ; Hermann Hesse (Allemagne) ; P. J. Jouve (France) ; J. C. Kapteyn (Hollande) ; Ellen Key (Suède) ; Selma Lagerlof (Suède) ; Prof. Max Lehmann (Allemagne) ; Carl Lindhagen (Suède) ; M. Lopez-Pico (Catalogne) ; Heinrich Mann (Allemagne) ; Marcel Martinet (France) ; Frans Masereel (Belgique) ; Emile Masson (France) ; Jacques Mesnil (Belgique) ; Sophus Michaelis (Danemark) ; Mathias Morhardt (France) ; Prof Georg-Fr. Nicolaï (Allemagne) ; Eugenio d'Ors (Catalogne) ; Prof. A. Prenant (France) ; Romain Rolland (France) ; Bertrand Russell (Angleterre) ; Han Ryner (France) ; Paul Signac (France) ; Jules Romains (France) : G. Thiesson (France) ; henry van de Velde (Belgique) : Charles Vildrac (France) ; Léon Werth (France) ; Israël Zangwill (Angleterre) ; Stefan Zweig (Autriche).
D'autres signatures sont déjà parvenues et seront publiées ultérieurement.
 »

## Signataires et réactions
Le manifeste de Romain Rolland est notamment signé par les Français Henri Barbusse, Jean-Richard Bloch, Alphonse de Châteaubriant, Georges Duhamel, Pierre-Jean Jouve, Jules Romains, Léon Werth. Parmi les intellectuels étrangers, on retrouve Rabindranath Tagore, Heinrich Mann, Benedetto Croce, Albert Einstein, Bertrand Russell, Stefan Zweig, Jane Addams, Pavel Ivanovič Birûkov, le biographe de Tolstoi, Auguste Forel, Alfred Hermann Fried, Hermann Hesse, Selma Lagerlöf, Frans Masereel, Georg Friedrich Nicolai, Edmond Picard, Leonhard Ragaz, Fritz von Unruh, Henry van de Velde.
Immédiatement, le consensus né de l'Union sacrée vole en éclats, et les divisions entre intellectuels de gauche et de droite, étouffées par la guerre, revoient le jour, bien qu'avec des glissements significatifs par rapport à la situation d'avant 1914 : la révolution bolchévique a poussé les uns comme les autres à élargir le théâtre des opérations intellectuelles. C'est ainsi que dans le contre-manifeste Pour un parti de l'intelligence écrit par Henri Massis et publié trois semaines plus tard dans Le Figaro, texte qui constitue la réponse de la droite aux thèses de Romain Rolland, le nationalisme d'avant-guerre, centré sur l'État-nation, s'est transformé en combat pour la défense de l'Occident, de ses valeurs et de sa culture.
S'il est immédiatement attaqué à droite, le manifeste de Romain Rolland le sera aussi quelques années plus tard sur sa gauche, par Henri Barbusse qui en fut pourtant l'un des signataires. Celui-ci, qui s'est de plus en plus rapproché du bolchévisme, s'adresse à Romain Rolland et aux « rollandistes » dans un article de la revue Clarté pour les exhorter à l'engagement dans le communisme. C'est le début d'une controverse avec l'auteur de Jean-Christophe, car celui-ci refuse de se rallier à la théorie et à la pratique bolchévique.
Romain Rolland prolongera le programme esquissé dans la Déclaration en fondant, en février 1923, la revue Europe, dont le projet, explique dans le premier numéro son rédacteur en chef René Arcos, est de lutter contre l'ignorance mutuelle dans lesquelles vivent les nations les unes à l'égard des autres, ignorance dont il est admis que « c'est là l'une des principales causes des guerres. »
La menace d'une nouvelle guerre ainsi que celle du fascisme réunira une dizaine d'années plus tard Romain Rolland et Henri Barbusse, au sein du Mouvement Amsterdam-Pleyel.